# Luzula melanocarpa
Luzula melanocarpa là một loài thực vật có hoa trong họ Juncaceae. Loài này được Desv. mô tả khoa học đầu tiên năm 1808.